# Villaseco de los Reyes
Villaseco de los Reyeslà một đô thị ở tỉnh Salamanca, tây Tây Ban Nha, thuộc cộng đồng tự trị Castile-Leon. Dân số năm 2008 là 399 người. Đô thị này có diện tích 136,05 km² và nằm trên khu vực có độ cao 772 mét trên mực nước biển.